# Distretto di Ballymoney
Il distretto di Ballymoney era una delle suddivisioni amministrative dell'Irlanda del Nord, nel Regno Unito. Fu creato nel 1973. Apparteneva alla contea storica di Antrim.
A partire dal 1º aprile 2015 il distretto di Ballymoney è stato unito a quelli di Coleraine, Limavady e Moyle per costituire il distretto di Causeway Coast e Glens.